# Polhemskolan, Lund
Polhemskolan är en kommunal gymnasieskola i västra Lund, namngiven efter den svenske uppfinnaren Christopher Polhem. 2021 hade skolan cirka 2700 elever.
Polhemskolan är Sveriges största skola.

## Historia
Polhelmskolans historia går tillbaka till vårterminen 1862 när Söndagsskolan grundades efter många års försök till att bilda en skola som kunde undervisa gratis till allmänheten. Syftet var att även lärlingar skulle utbildas och inte endast den akademiska eliten.
Redan till hösten 1862 utvidgades verksamheten till Söndags- och Aftonskolan. Efter en ombildning år 1884 blev namnet Lägre tekniska skolan. I november 1899 begärde skolan av stadsfullmäktige att namnet skulle ändras till Tekniska skolan i Lund, vilket också skedde.
Den 22 juni 1921 beslutade Lunds stad att inrätta en lärlings- och yrkesskola i samma lokaler som Tekniska skolan. Verksamheten inleddes 1922. Tekniska skolan upphörde efter vårterminen 1924.
Skolan flyttade ett antal gånger innan den landade vid sitt nuvarande läge vid Trollebergsvägen, ca fem minuters promenad från Lund centralstation, år 1961. Namnet ändrades samma år till Lunds stads tekniska skola - Lunds stads yrkesskola. År 1966 ändrades namnet från Lunds tekniska Skola till Polhemskolan.

## Utbildningar

### Program
2016 erbjuds Ekonomiprogrammet,  Hantverksprogrammet (Frisör), Fysikprogrammet  (Sveriges enda naturvetenskapliga spetsutbildning), Från och med hösten 2016 erbjuder även skolan Samhällsvetenskapsprogrammet och Naturvetenskapsprogrammet (Med speciella profilen Europa, och en spetsutbildning i Matematik och Fysik), Teknikprogrammet samt idrottsgymnasiet NIU (Nationella idrottsutbildningen).
Sedan några år erbjuder Polhemskolan endast högskoleförberedande Program, med undantag för Hantverksprogrammet, Frisör, som fortfarande huserar på skolan.
Skolan erbjuder även utbildning till IVIK-elever.

## Idrott
Polhemskolan har i snart 30 år förknippats med idrottsprestationer och idag läser cirka en fjärdedel av skolans elever specialidrott utöver sin högskoleförberedande utbildning.  På Polhemskolan kan man välja sin idrottsgren som en extra fördjupningskurs, med specialidrott, eller att välja NIU-programmet.  
Nationella idrottsutbildningen, eller NIU, erbjuder sporterna fotboll, handboll, basket, ridsport, friidrott och simning.  
År 2009 startade Polhemskolans Idrottsutskott Lund Super Bowl, som är en numera årlig mattrugbymatch i Färs & Frosta Sparbank Arena mellan Polhemskolans lag Polhem Pirates och Katedralskolans och Spykens sammanslagning Spyka Wolves.

## Internationella kontakter
Polhemskolan har ett flertal internationella samarbeten. Elever som läser moderna språk i Franska, Tyska eller Spanska gör årligen utbyten med några av Polhemskolans vänskolor, i detta fall skolorna i Greifswald, Nevers och Madrid. Skolan har också vänskolor i Kina och Afghanistan.  
På skolans natur, ekonomi och samhällsprogram erbjuds dessutom en Europaprofil där eleverna studerar en termin utomlands i antingen Paris, Madrid eller London. För att bli antagen till Europaprofilen måste eleven genomgå en intervju med en av rektorerna och även skriva ett personligt brev som läses av rektorn som intervjuar respektive elev. Europaprofilen finns bara på Polhemskolan samt på Sannarpsgymnasiet i Halmstad. Det är alltså en mer eller mindre unik möjlighet som är konstruerad mellan de två svenska skolorna samt Svenska skolan i London, Paris och Madrid. Skapad för att utveckla svenska elevers kunskap inom internationella språk samt deras förståelse för andra kulturer och internationella nätverk.

## Elevkår
Polhemskolan har en aktiv elevkår. Elevkåren driver frågor som är viktiga för skolans elever samt anordnar aktiviteter och event. Kåren är organiserad i olika utskott med en gemensam styrelse. Exempel på aktiva utskott är Bal- och studentutskottet som arrangerar Polhemskolans årliga bal på AF; Dansutskottet som tränar varje vecka och bland annat uppträder på skolans avslutningar; Påverkansutskottet, som i december 2009 engagerat sig i att försöka upphäva beslutet att flytta busslinjer i anslutning till skolan; IT-utskottet som anordnar LAN och Wii-turneringar på skolan och Idrottsutskottet som anordnar idrottsturneringar på skolan samt Lund Super Bowl.

## Pexet
Pexet är namnet på Polhemskolans spex som, enligt tradition, vart år sätter upp tre föreställningar i april månad. I samband med Pexet "Hjalmar Kraft"  föddes humorgruppen Varanteatern under tidigt 1990-tal.

## Kända elever i urval
- Jonas Birgersson - IT-Tekniker. Grundare av Framtidsfabriken och Bredbandsbolaget.
- Vala Flosadóttir - Olympisk bronsmedaljör i friidrott
- Jens Henriksson - fd Elevrådsordförande, nu verkställande direktör Swedbank.
- Anna Laurell - Flerfaldig världs- och europamästare i boxning.
- Anders Jansson - Komiker. Känd från bland annat programmet Hipp Hipp! som Tiffany Persson.
- Kim Ekdahl Du Rietz - Svensk landslagsspelare i handboll.
- Louis Flemister - Svensk landslagsspelare i handboll.
- Sara Granér - Serie- och satirtecknare.
- Jan Gyllenbok - Författare och entreprenör.
- David Wiberg - Konstnär, författare, skådespelare och komiker.
- Anders Andersson - Komiker.
- Jonas Sykfont - Skådespelare.
- Olof Wallberg - Skådespelare, musiker.
- Johan Duncanson - Artist.
- Mischa Billing - Sommelier och juryledamot i Sveriges Mästerkock.
- Paul Rey - Artist.
- Felicia Aveklew - Svensk youtubare.
- Brune Tavell - Fotbollsspelare.

Bland tidigare pedagoger märks författaren Jean Bolinder.

## Lärare
Läsåret 2017/2018 hade skolan totalt 220 anställda lärare.